# ジェイダキス
ジェイダキス（Jadakiss、本名：ジェイソン・フリップス、1975年5月27日 - ）は、アメリカ合衆国ニューヨーク州ヨンカーズ出身のヒップホップMC、でありヒップホップクルーD-ブロック（D-Block）のリーダー格。

## 経歴

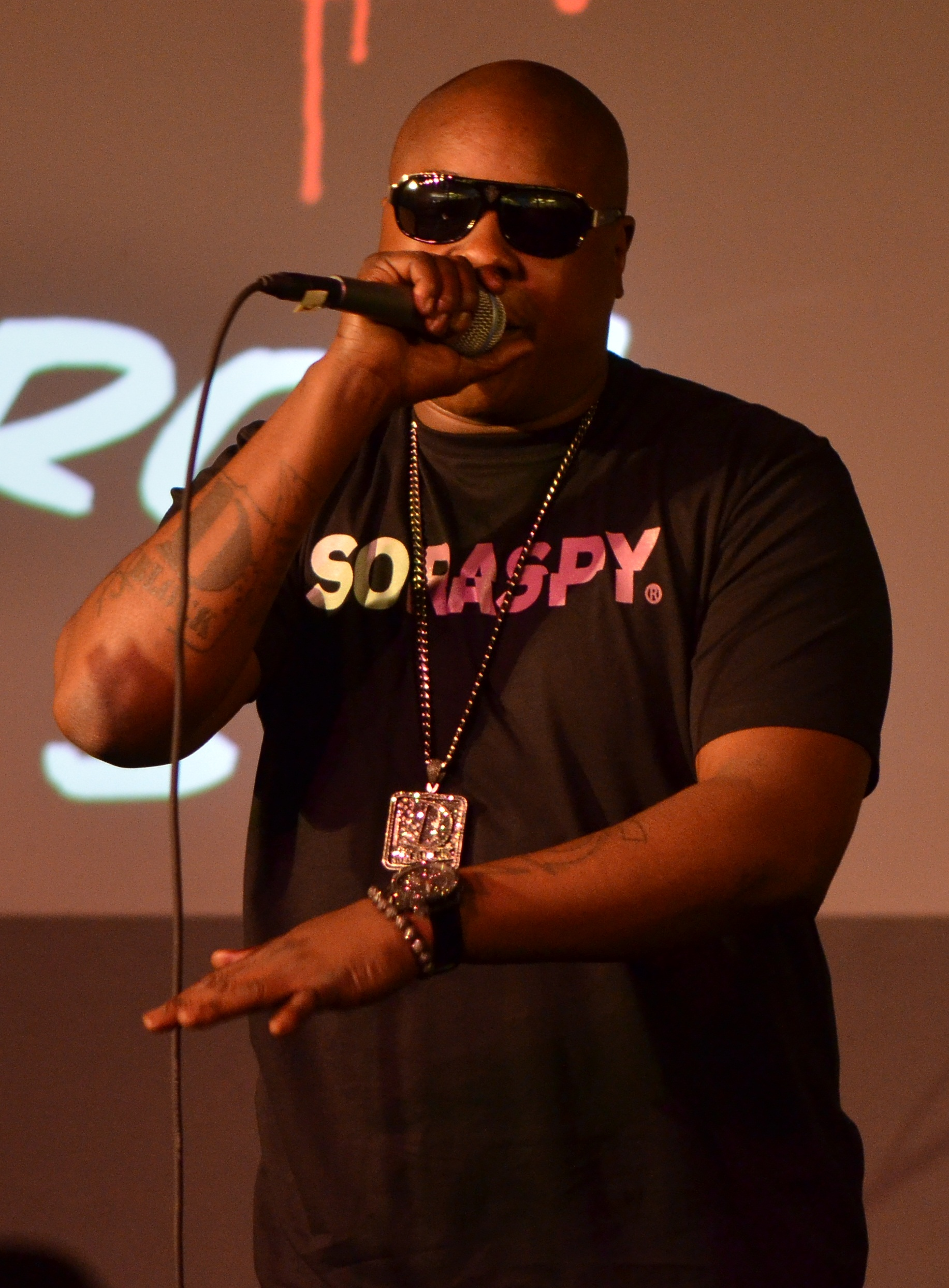
ライブでのJadakiss（2011年）

パフ・ダディ（現ディディ）主宰のバッドボーイ・レコーズからSheek Louch, Styles P.と共にTHE L.O.X.のメンバーとしてデビューするも2枚のアルバムをリリース後、ギャラの問題でレーベルと揉めることとなりLOXは離脱、新たにD-ブロックを結成するに至る。その後バッドボーイとの関係は修復されることはなかったが、近頃ラジオ番組でギャラ問題のことを発言し、そのことについてディディがメッセージを返し、一応の終結となった。また彼は、50セントのディス（誹謗中傷）の対象となっている。

## ディスコグラフィー

### アルバム
| 2001                                      | Kiss tha Game Goodbye | - 発売日: 2001年8月7日 - レーベル: Ruff Ryders, Interscope - フォーマット: CD, LP, cassette, digital download - 全米売上: 87.7万枚                    | 5 | —   | —  | 90 | - US: ゴールド |
| 2004                                      | Kiss of Death         | - 発売日: 2004年6月22日 - レーベル: Ruff Ryders, Interscope - フォーマット: CD, LP, cassette, digital download - 全米売上: 24.6万枚                   | 1 | 137 | —  | 65 | - US: ゴールド |
| 2009                                      | The Last Kiss         | - 発売日: 2009年4月7日 - レーベル: D-Block, Ruff Ryders, Roc-A-Fella, Def Jam - フォーマット: CD, LP, cassette, digital download - 全米売上: 13.4万枚 | 3 | —   | 96 | —  |                |
| 2015                                      | Top 5 Dead or Alive   | - 発売日: 2015年11月20日 - レーベル: Def Jam - フォーマット: CD, digital download - 全米売上: 6万枚                                                   | 4 | —   | —  | —  |                |
| 2020                                      | Ignatius              | - 発売日:2020年3月6日 - レーベル:D-Block, Roc Nation, Def Jam - フォーマット:LP, digital download                                                     | — | —   | —  | —  |                |
| "—"は未発売またはチャート圏外を意味する。 |                       | |   |     |    |    |                |